# Пинигин, Борис Николаевич
Бори́с Никола́евич Пинигин (15 марта 1923, Ишим, Тюменская губерния, СССР — 14 августа 2005, Россия) — советский и российский учёный, педагог, кандидат технических наук (1953), профессор (1980). Заслуженный изобретатель Российской Федерации (1998).

## Биография
Родился 15 марта 1923 года в Ишиме Тюменской губернии. С июля 1941 по октябрь 1944 года работал токарем-универсалом на Челябинском тракторном заводе, стахановец-двухсотник (вырабатывал 200%-й план). После тяжёлой болезни в 1942 году получил инвалидность 2 группы, но продолжил работать на заводе.
Поступил на специальность «Тракторостроение» в Челябинский механико-машиностроительный институт, окончив его с отличием в 1948 году, после чего поступил в аспирантуру и в 1953 году защитил кандидатскую диссертацию на тему «Исследование работы соединительных муфт тракторов СХТЗ, СТЗ-НАТИ, У-2, ДТ-54 пружинной муфты при несоосностях валов».
С 1951 года занимался преподавательской работой в Челябинском политехническом институте (ЧПИ): сначала в должности ассистента, с 1955 года — доцента, с 1980 — профессора кафедры автомобилей ЧПИ. С 1957 по 1961 год занимал должность сначала заместителя декана по учебной работе, а затем декана автотракторного факультета; с 1965 года — заместитель заведующего кафедрой автомобилей и тракторов по заочному образованию при ЧТЗ.

## Научная деятельность
Разработал ряд стендов и устройств для исследования тягово-сцепных свойств трактора и его моделей, оригинальных ходовых систем гусеничных тракторов, защищенных десятками авторских свидетельств и патентов РФ на изобретения.
Автор более 280 печатных работ в области теории и практики тракторостроения. Имел 79 авторских свидетельств на изобретения (часть в соавторстве со студентами), 6 свидетельств на полезную модель и 16 патентов РФ, 24 из которых были внедрены в производство и учебный процесс. Член-корреспондент Международной академии информатизации (1995), действительный член Международной академии авторов научных открытий и изобретений (1998).
Научный руководитель 4 кандидатов наук.

## Признание и награды
- Медаль «За доблестный труд в Великой Отечественной войне 1941—1945 гг.»;
- три юбилейные медали;
- Бронзовая медаль ВДНХ СССР (1976);
- 2 знака Минвуза СССР «За отличные успехи в работе»;
- Нагрудный знак «Изобретатель СССР»;
- Нагрудный знак «Отличник изобретательства и рационализации»;
- Лауреат премии Минвуза СССР (1978);
- Лауреат премии Ленинского комсомола (1983);
- Лауреат премии Государственного комитета образования СССР 1 степени (1991);
- Лауреат Всесоюзного смотра студенческих КБ (1979);
- Заслуженный изобретатель Российской Федерации (1998);
- Внесён в «Золотую книгу почетных авторов информационных изданий Челябинского ЦНТИ» (1998);
- Внесён в «Книгу Почёта» автотракторного факультета;
- Имя профессора присвоено лаборатории «Моделирование»[1].